# Arsenopyrit
Arsenopyrit là một hợp chất sắt asen sulfide (FeAsS). Nó là một khoáng vật cứng (Mohs 5,5-6), ánh kim loại, mờ đục, màu xám thép đến trắng bạc với tỷ khối cao (6,1). Khi hòa tan trong axit nitric, nó giải phóng nguyên tố lưu huỳnh. Khi arsenopyrit bị nung nóng, nó trở nên có từ tính và có hơi độc thoát ra. Với hàm lượng 46% là asen, arsenopyrit, cùng với thư hoàng, là nguồn quặng asen chủ yếu. Khi trầm tích arsenopyrit tiếp xúc với khí quyển, thông thường trong quá trình khai mỏ, khoáng vật này sẽ bị oxy hóa một cách chậm chạp, chuyển asen thành các oxit dễ tan hơn trong nước, tạo thành hiện tượng dòng thải axit mỏ.
Dạng tinh thể, độ cứng, tỷ khối, và mùi tỏi khi đập vỡ là các yếu tố đã được xác định. Arsenopyrit trong văn học cổ một số nước Tây Âu thường được gọi là mispickel, một tên có nguồn gốc từ tiếng Đức, còn tiếng Trung gọi nó là 毒砂 (độc sa).
Arsenopyrit cũng gắn liền với lượng lớn vàng. Hệ quả là nó có vai trò như một chỉ thị để phát hiện mạch quặng vàng. Vàng gắn với arsenopyrit khó luyện, nghĩa là vàng khó tách ra khỏi chất nền khoáng vật.
Arsenopyrit được tìm thấy ở các mạch nhiệt dịch nhiệt độ cao, ở khoáng vật pegmatit, và ở các vùng tiếp xúc biến chất.

## Tinh thể học

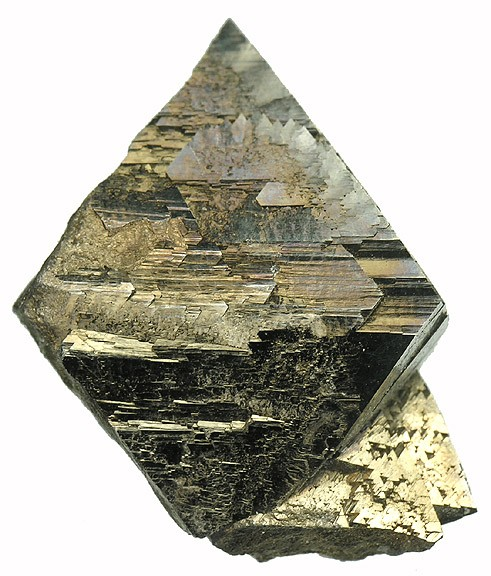
Tinh thể arsenopyrit từ mỏ Dao Cương Tiên, huyện Nghi Chương, địa cấp thị Sâm Châu, tỉnh Hồ Nam, Trung Quốc (kích thước 2,7 x 2,0 x 1,7 cm).

Arsenopyrit kết tinh trong hệ tinh thể đơn nghiêng và thường tạo thành tinh thể lăng trụ hoặc các dạng hình cột với đường sọc và song tinh. Arsenopyrit trước đây được cho rằng có kết cấu tinh thể trực thoi, nhưng sau đó đã được chứng tỏ là đơn nghiêng. Trong cấu tạo phân tử, mỗi nguyên tử Fe liên kết với 3 nguyên tử As và 3 nguyên tử S. Hợp chất có thể được miêu tả như là cation Fe3+ liên kết với ba anion hai nguyên tử AsS3-. Sự liên kết giữa các nguyên tử tương tự với marcasit hơn là pyrit. Miêu tả ion là không đầy đủ vì khoáng vật có tính bán dẫn và liên kết Fe-As và Fe-S khá giống liên kết cộng hóa trị.

## Các khoáng vật liên quan
Rất nhiều các kim loại chuyển tiếp có thể thay thế sắt trong arsenopyrit. Nhóm arsenopyrit bao gồm các khoáng vật sau:
- Clinosafflorit: (Co,Fe,Ni)AsS
- Gudmundit: FeSbS
- Glaucodot hoặc alloclasit: (Fe,Co)AsS hay (Co,Fe)AsS
- Iridarsenit: (Ir,Ru)AsS
- Osarsit hoặc ruarsit: (Os,Ru)AsS hay (Ru,Os)AsS